# Saint-Inglevert
Saint-Inglevert è un comune francese di 733 abitanti situato nel dipartimento del Passo di Calais nella regione dell'Alta Francia.

## Società

### Evoluzione demografica
Abitanti censiti